# Гістотрофія
Гістотрофія — це форма матротрофії (екстраембріональне харчування), при якій ембріон під час свого розвитку отримує додаткове харчування від своєї матері у формі гістотрофа — маткових виділень (або «внутрішньоматкове молоко»). Характерний для деяких живородних акул і скатів. Це один з основних способів відтворення у підкласу пластинозябрових поряд з яйцеживородінням, при якому ембріон живиться виключно за рахунок жовтка і оофагії (ембріон живиться недорозвиненими яйцями).
Існує два види гістотрофії:
- Слизова або обмежена гістотрофія — ембріон, що розвивається, заковтує матковий слиз або гістотроф, однак основним джерелом енергії служить жовтковий мішок. Така форма гістотрофії зустрічається у катраноподібних (Squaliformes) і електричних скатів (Torpediniformes).

- Жирова гістотрофія — ембріон розвивається за рахунок збагаченого білками та ліпідами гістотрофа, який він отримує через спеціалізовані ниткоподібні структури, звані трофонеми, що проникають через бризкальце зародка у його травний тракт. Таке харчування, що забезпечується збагаченим гістотрофом, дозволяє збільшити масу зародка на кілька порядків до часу його народження, набагато більше, ніж при слизовій гістотрофії. Така форма гістотрофії зустрічається у орлякоподібних (Myliobatiformes).